# Michel Kempf
Pour les articles homonymes, voir Kempf.
Michel Kempf (Paris, 3 avril 1946) est un photographe français, d'une famille originaire de Belfort.

## Biographie
Le premier souvenir photographique de Michel Kempf date de ses quatre ans : la visite d'une exposition Edward Weston en compagnie de son père, photographe amateur membre de la Société française de photographie.
Kempf réalise ses premières photographies à Berlin en 1965.
Il effectue son service militaire à l'Établissement de communication et de production audiovisuelle de la Défense et commence à travailler comme portraitiste à Saint-Tropez, puis comme illustrateur pour l'édition à Paris (couvertures de livres majoritairement en couleurs). Il collabore régulièrement à des magazines féminins.
À partir de 1974, il commence son œuvre écrit sur la photographie et se consacre davantage à des travaux personnels. Délaissant la couleur, il retrouve, encouragé par Christiane Barrier, la rigueur du noir et blanc.
Entre 2000 et 2010, sous la signature Kempf Maidenberg, en association avec le directeur artistique Michel Maidenberg, Michel Kempf réalise de nombreuses photos de beauté pour des grandes marques de cosmétiques.
À partir de 2007 et jusqu'en 2010, il collabore à tous les numéros du magazine Faux Q.
Au-delà de la pratique de son art, Michel Kempf est un enseignant très actif. Depuis 1977, il est chargé de cours à l'ESAG Penninghen. Il enseigne la pratique du studio à Icart-Photo, a animé de nombreux stages depuis 1980 (Lannion, Rennes, etc.). Michel Kempf a aussi dirigé le laboratoire de l'Atelier de l'Image du lycée Henri-IV en 1982.
Michel Kempf a représenté la profession au conseil d'administration de l'ARSAG (Association pour la recherche scientifique sur les Arts graphiques). Il a travaillé à la restauration des plaques d'Eugène Atget pour les collections nationales, et des archives photographiques de Picasso pour le musée Picasso.
De juin 2010 à juin 2012, Michel Kempf est directeur de l'école ICART-PHOTO.
Depuis 2013, il occupe son temps à revisiter 50 ans d’archives de ses photos noir et blanc et à poursuivre ce qu’il a toujours préféré : un travail graphique autour du paysage et du nu.

## Réalisation principales
- 1971, Reportage aux États-Unis.
- 1972, Reportage au Moyen-Orient.
- 1978, Brie, mémoire pour le futur, en collaboration avec sa femme Christiane Barrier.
- 1979, Commande de l'État sur le paysage industriel du Nord dans le cadre des manifestations pour l'exposition 10 photographes pour le patrimoine.
- 1984, Paysages sur le littoral du Nord, Pas de Calais
- 1988, Dans le cadre de la Mission Transmanche, série sur l'autoroute A 26.
- 1990; Pour la Maison européenne de la photographie, interview filmée de 35 minutes par Jean-Luc Monterosso
- 1993, Portrait de la ville de Guéret
- 1994, Reportage à Budapest
- 2007, Série sur l’Escaut

## Prix et récompenses
- 1968, Obélisque de la photokina de Cologne pour sa participation à une exposition organisée par l'UNESCO
- 1973, Prix du Club des Directeurs Artistiques de New York pour une publication dans Modern Photography
- 1991, Maître-Artisan, titre décerné par la Chambre de métiers et de l'artisanat de Paris

## Expositions personnelles
- 1972, Galeries du CISP, Paris.
- 1977, Galerie Agathe Gaillard, Paris.
- 1980, Galerie Burkhard Jüttner, Bonn
- 1981, Galerie Suzanne Küpfer, Nidau, Suisse
- 1986, St. Leonard's Gallery, Hastings, Grande-Bretagne
- 1987, Galerie Agathe Gaillard, Paris
- 1988, Musée Nicéphore-Niépce, Chalon-sur-Saône.
- 1991, Galerie Jacques Gordat, Paris.
- 1991, Galerie de l'École supérieure d'arts graphiques, Paris.
- 1993, Guéret

## Principales expositions collectives
- 1968, Photokina de Cologne.
- 1978, Expo-France, Grande exposition sur la création française aux Galeries Lafayette
- 1980,
  - Centre Georges Pompidou, Dix photographes pour le Patrimoine.
  - Festival du Trégor, Lannion
  - Maison du Champ de Mars, Rennes
- 1981, La Charité, Béthune
- 1983, Photographes professionnels, Gamichon, Salon de la Photo
- 1984, L'architecture : sujet, objet ou prétexte?, Bordeaux et nombreuses villes du Sud-Ouest.
- 1985, Paysages industriels, Galerie Pablo Picasso, Denain.
- 1985, 
  - Dixième anniversaire de la Galerie Agathe Gaillard, rétrospective.
  - Commande sur le littoral Nord-Pas-de-Calais, Boulogne-sur-Mer
- 1990,
  - Centre Culturel du Triangle, Rennes.
  - Aspects du Paysage, Espace photographique de Paris, Forum des Halles.
- 1992, Mission transmanche, Centre Georges Pompidou, Paris.
- 1994, Paris Loft, exposition conçue par Pierre-Jean Balbo.
- 2007, Méandres d’Escaut, avec Thomas Nicq, Douchy-les-Mines.
- 2009, Les nuages...là-bas..., Musée Malraux, Le Havre.
- 2012, Voices of the sea, Musée des beaux-arts, Calais.
- 2016, Jonction, Centre régional de la Photographie/Diaphane, Espace Séraphine à Clermont de l’Oise[1].
- 2018, Reflets, Maison du Port départemental d’Étaples.

## Publications
- auteur du texte « Photographie, Musées, Collections »  paru dans la mise à jour de l'Encyclopædia Universalis
- une centaine d'articles publiés dans Photo-Revue (entre 1975 et 1980).
- catalogues d'expositions.
- Autoroute A26 : Calais-Reims, éditions CRP, 1989,  (ISBN 978-2904538162)
- Jean-Pierre Sudre, ouvrage collectif, éditions Actes Sud, 2003,  (ISBN 978-2742743940)
- « Jean-Philippe Charbonnier », dans : Jean-Philippe Charbonnier pour la liberté de la presse, Reporters sans frontières, no 20, novembre 2005, pp. 13-24.

## Galerie

## Filmographie, radio, télé
- 1977, film de Roger Leenhardt sur Antenne 2.
- 1981, film sur Télé Luxembourg
- 1990,	film de 35 minutes, interview par Jean-Luc Monterosso pour la Maison européenne de la photographie.
- 2005, Sur Jean-Philippe Charbonnier, France-Culture.
- 2012, Hommage à Rémi Ochlik, RTL.

## Distinctions
- Chevalier de l'ordre des Palmes académiques.